# Soul Battle
Soul Battle è un album di Oliver Nelson con i sassofonisti King Curtis e Jimmy Forrest, pubblicato dalla Prestige Records nel 1962. Il disco fu registrato il 9 settembre 1960 al Van Gelder Studio di Englewood Cliffs, New Jersey (Stati Uniti).

## Tracce
Lato A
1. Blues at the Five Spot – 5:40 (Oliver Nelson)
2. Blues for M.F. (Mort Fega) – 9:34 (Oliver Nelson)
3. Anacruses – 5:39 (Oliver Nelson)

Lato B
1. Perdido – 9:25 (Juan Tizol)
2. In Passing – 7:29 (Oliver Nelson)

Edizione CD del 1992, pubblicato dalla Original Jazz Classics Records
1. Blues at the Five Spot – 5:40 (Oliver Nelson)
2. Blues for M.F. (Mort Fega) – 9:34 (Oliver Nelson)
3. Anacruses – 5:39 (Oliver Nelson)
4. Perdido – 9:25 (Tizol, Lengsfelder, Drake)
5. In Passing – 7:29 (Oliver Nelson)
6. Soul Street – 9:07 (Jimmy Forrest) – Bonus Track

## Musicisti
- Oliver Nelson - sassofono tenore
- King Curtis - sassofono tenore
- Jimmy Forrest - sassofono tenore
- Gene Casey - pianoforte
- George Duvivier - contrabbasso
- Roy Haynes - batteria